# إيمي ستانتون
إيمي ستانتون (بالإنجليزية: Amy Stanton)‏ هي لاعبة بولينغ بريطانية، ولدت في مايو 1989.